# Wilhelm Ludwig Bardili
Wilhelm Ludwig Bardili (* 17. Juni 1668 in Tübingen; † 3. Dezember 1740 in Heilbronn) war von 1734 bis 1740 Bürgermeister von Heilbronn.

## Leben
Wilhelm Ludwig Bardili ist ein Enkel des württembergischen Leibarztes Carl Bardili (1600–1647) und dessen Ehefrau Regina Burckhardt, zu deren vielen bedeutenden Nachfahren auch die schwäbischen Dichter Ludwig Uhland und Friedrich Hölderlin gehören. Er ist der Sohn des Tübinger Professors Burckhard Bardili (1629–1692) und dessen Ehefrau Justina Eckher.
Bardili immatrikulierte sich am 5. Mai 1686 an der Eberhard Karls Universität Tübingen und studierte dort und anschließend an der Universität Altdorf, Rechtswissenschaften.
Wilhelm Ludwig Bardili vermählte sich am 12. März 1694 in Bebenhausen mit der jungen Pfarrerswitwe Anna Catherine Tempfel (1674–1743). Dieser Ehe entsprossen 16 Kinder, von denen jedoch zehn noch im Kindesalter verstarben. Die gemeinsame Tochter Catherina Justina (* 1695) heiratete den Hofrat Philipp Jakob Vischer, die Tochter Sibilla Martha (1703–1735) heiratete den Heilbronner Patrizier Ulrich Friedrich Becht (1699–1777) und die Tochter Maria Magdalena (* 1707) heiratete den Reichshofrat Johann Friedrich Harpprecht von Harpprechtstein. Der gemeinsame Sohn Wilhelm Ludwig, der Jüngere (1709–1745) schlug eine militärische Laufbahn ein.
Bardili und seine Frau Anna Catherine Tempfel ließen sich nach ihrer Eheschließung in Heilbronn nieder, wo sich Bardili um das Bürgerrecht bewarb, das ihm sogleich erteilt wurde. Bardili gehörte ab 1699 dem kleinen, inneren Patrizierrat der Reichsstadt Heilbronn an. Ab 1719 war er dort  Steuerherr und ab 1727 Schultheiß der Stadt. Nachdem 1733 mehrere Bürgermeister von Heilbronn verstorben waren, erhielt Bardili das Amt des dritten Bürgermeisters und noch binnen Jahresfrist, erhielt er das Amt des zweiten Bürgermeisters.
Über historisch bedeutende Entscheidungen während seiner Heilbronner Amtszeit ist aus den durchforschten Überlieferungen bislang nichts bekannt geworden. Wilhelm Ludwig Bardili verstarb im Jahr 1740 an Wassersucht. Er wurde auf dem Friedhof an der Weinsberger Straße zur letzten Ruhe gebettet.